# Anolis fitchi
Anolis fitchi (аноліс Фітча) — вид ігуаноподібних ящірок родини анолісових (Dactyloidae). Мешкає в Еквадорі і Колумбії. Вид названий на честь американського герпетолога Генрі Шелдона Фітча.

## Поширення і екологія
Аноліси Фітча мешкають в Андах на півдні Колумбії та в Еквадорі. Вони живуть в гірських тропічних лісах і вторинних лісах. Зустрічаються на висоті від 1250 до 2200 м над рівнем моря.